# Escut de la Seu d'Urgell
L'escut de la Seu d'Urgell és un escut caironat que és utilitzat per l'Ajuntament de la Seu d'Urgell tot i que desobeeix la normativa oficial de la Generalitat de Catalunya i, que, per tant és utilitzat de forma oficiosa. L'escut té el següent blasonament:
Escut caironat d'atzur, una mare de Déu d'argent sobre un mur d'or. Decoració d'or no reglamentària al voltant de l'escut.

## Característiques
S'hi pot veure la Mare de Déu d'Urgell, patrona de la ciutat, asseguda amb l'infant Jesús damunt una muralla que representa la ciutat. En realitat, la població actual es va desenvolupar entorn de la catedral romànica de Santa Maria d'Urgell, consagrada l'any 839, que ha estat el centre del bisbat d'Urgell.